# ガンコウラン
ガンコウラン（岩高蘭、Empetrum nigrum var. japonicum）は、ツツジ科の常緑小低木。雌雄異株。
かつては他の数種とともにガンコウラン科とされたが、新しいAPG植物分類体系ではツツジ科ツツジ亜科に含められている。

## 特徴
茎が地面を這い、よく分枝して上部が斜上または直立し、葉が茎に密生してマット状になる。葉は互生し、革質で線形、長さ4-7mm、幅0.7-1mmになる。
花期は5-6月。高山に咲く花でも開花の時期が非常に早く、また他の植物に混ざり目立たないため、見つけるのはむずかしい。雄花の花弁の長さは約2.5mm、花糸の長さ約7.5mm、雌花の花弁の長さは約2mmになる。
果実は径6-10mmの黒い球形で、クロウベリーと言われ食べられる。集めてジャムなどにする人もいる。果実はビタミンやミネラルなどの栄養素が豊富である。果実は鳥のえさともなっている。

## 分布と生育環境
日本では、北海道および本州の中部以北に分布し、日当たりの良い高山の岩場や海岸近くに生育する。アジアでは、千島、樺太、朝鮮、中国東北部、シベリア東部、カムチャツカに分布する。

## 基本種、品種
- セイヨウガンコウラン Empetrum nigrum L. var. nigrum - ガンコウランの基本種で、葉の幅がやや広く、ヨーロッパに広く分布する。
- シロミノガンコウラン Empetrum nigrum L. var. japonicum K. Koch f. albicarphum Honda ex H.Hara